# رابین هود (کلیپر)
رابین هود (کلیپر) (به انگلیسی: Robin Hood (clipper)) یک کشتی است که طول آن 204 ft. می‌باشد. این کشتی در سال ۱۸۵۶ ساخته شد.